# 1,2,4-triclorobenzene
Il 1,2,4-triclorobenzene è un alogenuro arilico trisostituito di formula C6H3Cl3. Appare come un liquido incolore che solidifica a 17 °C dando un solido bianco cristallino, poco solubile in acqua e in etanolo, ma ben solubile in dietiletere, etere di petrolio e disolfuro di carbonio. Viene comunemente utilizzato come solvente industriale per vernici, come fluido dielettrico e come lubrificante e trova inoltre impiego come insetticida

## Sintesi
Facendo reagire a caldo (fino 100 °C) il benzene in un eccesso di cloro molecolare Cl2, in presenza di cloruro ferrico, si ottiene una miscela eterogenea contenente diversi cloruri del benzene di, tri o tetra sostituiti, composta al 48% da 1,2,4-triclorobenzene che viene purificato tramite distillazione frazionata.